# Lijst van Belgische neerhofdieren
Belgische rassen van neerhofdieren kunnen worden erkend als levend erfgoed door bemiddeling van de organisatie Steunpunt Levend Erfgoed. 
Anno 2012 staan 74 rassen groothoenders en hun dwergvorm, echte krielen, kalkoenen, duiven, konijnen, eenden en ganzen op de lijst van erkende neerhofdierenrassen. Indien in de toekomst oude, lokale rassen opduiken waarvan gedacht werd dat ze uitgestorven waren, kunnen ze onder bepaalde voorwaarden opgenomen worden. 

## Hoenders
- Aarschots hoen
- Ardenner hoen
- Ardenner bolstaarthoen
- Brabants boerenhoen
- Brakelhoen
- Famenne hoen
- Gele van Haspengouw
- Hervehoen
- Hoen van de Zwalmvallei
- Izegemse koekoek
- Mechels hoen, bij het ruime publiek gekend als Mechelse koekoek
- Mechelse kalkoenkop
- Brugse vechter
- Luikse vechter
- Tiense vechter
- Vlaanderse koekoek
- Zingems leghoen
- Zingems vleeshoen
- Zottegems hoen

## Krielvorm van groothoenders
- Ardenner kriel
- Ardenner bolstaartkriel
- Brakel kriel
- Brabantse kriel
- Famenne kriel
- Herve kriel
- Vechtkrielen

## Echte krielen
- Antwerpse baardkriel
- Basette
- Belgische kriel
- Bosvoordse baardkriel
- Doornikse kriel
- Everbergse baardkriel
- Gele van Mehaigne
- Grubbese baardkriel
- Ukkelse baardkriel
- Waasse kriel
- Watermaalse baardkriel

## Ganzen
- Vlaamse gans
- Gans van de Vire en de Ton

## Eenden
- Dendermondse eend
- Eend van Vorst
- Huttegemse eend
- Merchtemse eend
- Semois eend

## Kalkoenen
- Rode Ardenner kalkoen
- Ronquières kalkoen

## Duiven
- Antwerpse smierel
- Belgische hoogvlieger
- Belgische ringslager
- Belgische tentoonstellingsreisduif
- Belgische tuimelaar
- Carneau
- Gentse kropper
- Gentse meeuw
- Leuvense kropper (Signoor)
- Limburgse kraagduif
- Luikse barbet
- Luikse meeuw
- Luikse reisduif
- Ronsenaar
- Speelderken
- Smijter
- Vlaanderse smierel

## Konijnen
- Angoradwerg
- Belgisch zilver
- Belgische haas
- Blauwe van Ham
- (Blauw) Van Beveren
- Blauw van Sint-Niklaas
- Gents baardkonijn
- Parelgrijs van Halle
- Steenkonijn
- Vlaamse reus
- Wit van Dendermonde